# Sultan Haydar
Sultan Haydar (Geburtsname Chaltu Girma Meshesha; * 23. Juni 1987) ist eine türkische Mittel- und Langstreckenläuferin äthiopischer Herkunft.
2005 wurde sie bei den Junioren-Afrikameisterschaften Dritte über 800 m.
Für ihre neue Heimat startend gewann sie 2009 Gold über 1500 m bei den U23-Europameisterschaften und in der U23-Kategorie den Crosslauf-Europameisterschaften in Dublin. 
Bei den Leichtathletik-Europameisterschaften 2010 in Barcelona erreichte sie über 1500 m im Vorlauf nicht das Ziel. 
2011 wurde sie Siebte beim RAK-Halbmarathon, Neunte über 3000 m bei den Leichtathletik-Halleneuropameisterschaften in Paris und Siebte beim Istanbul-Marathon.
Die 1,70 Meter große Haydar stand im Aufgebot der türkischen Mannschaft für die Olympischen Sommerspiele 2012. In London legte sie die olympische Marathonstrecke in 2:38,26 Stunden zurück. Damit rangierte sie an 72. Stelle des Endklassements.
Haydar, Studentin für das Sportlehramt an der Dumlupinar-Universität in Kütahya, startet für den Istanbuler Verein Üsküdar Belediyespor. Ihr Trainer ist Ihsan Alptekin.

## Persönliche Bestzeiten
- 800 m: 2:04,48 min, 28. Juni 2008, Istanbul
- 1500 m: 4:10,9 min, 29. Juni 2010, Izmir
- 3000 m: 9:04,55 min, 24. Juni 2011, Bursa
  - Halle: 9:03,50 min, 5. März 2011, Paris
- Halbmarathon: 1:10:02 h, 18. Februar 2011, Ra’s al-Chaima
- Marathon: 2:35:06 h, 16. Oktober 2011, Istanbul